# Conops vesicularis
Conops vesicularis – gatunek muchówki z podrzędu krótkoczułkich i rodziny wyślepkowatych.
Gatunek ten opisany został w 1761 roku przez Karola Linneusza.
Muchówka o smukłym ciele długości od 12 do 16 mm, ubarwionym brązowożółto z czarnymi plamami. Głowa jej ma dwie żółte plamy po bokach brązowego czoła oraz ciemnożółtą twarz ze złocistym opyleniem listewki przyocznej i brzegów otworu gębowego. Brązowe czułki mają człon pierwszy trzykrotnie krótszy niż drugi. Krótki i zgrubiały ryjek ma brązowe ubarwienie. Brązowoczerwony tułów ma czarne śródplecze i brązowe przydymienie skrzydeł. Brązowe odnóża pozbawione są ciemniejszych opasek. Brązowy odwłok ma drugi segment z szeroką i wciętą pośrodku przepaską barwy żółtej, a segmenty kolejne u samic jasnobrązowe, a u samców złoto opylone. Narządy rozrodcze odznaczają się dużą, trójkątną teką.
Owad znany z Portugalii, Hiszpanii, Irlandii, Wielkiej Brytanii, Francji, Belgii, Holandii, Niemiec, Danii, Szwecji, Szwajcarii, Włoch, Polski, Litwy, Czech, Słowacji, Węgier i Rumunii. Larwy są pasożytami trzmiela żółtego.